# Mikrofibryle
Mikrofibryle – strukturalne jednostki zewnętrznej powierzchni roślinnej ściany komórkowej, mające postać włókien celulozowych. Są syntetyzowane przez syntazy celulozowe.
Po zastosowaniu czerwieni Kongo mikrofibryle przestają być syntezowane, czerwień strąca glukozę do wnętrza komórki.